# (6454) 1991 UG1
(6454) 1991 UG1 est un astéroïde de la ceinture principale découvert en 1991.

## Description
(6454) 1991 UG1 a été découvert le 29 octobre 1991 à l'observatoire de Siding Spring, situé près de Coonabarabran, en Nouvelle-Galles du Sud, en Australie, par R. H. McNaught.

### Caractéristiques orbitales
L'orbite de cet astéroïde est caractérisée par un demi-grand axe de 2,76 UA, un périhélie de 1,67 UA, une excentricité de 0,39 et une inclinaison de 29,73° par rapport à l'écliptique. Du fait de ces caractéristiques, à savoir un demi-grand axe compris entre 2 et 3,2 UA et un périhélie supérieur à 1,666 UA, il est classé, selon la JPL Small-Body Database, comme objet de la ceinture principale.

### Caractéristiques physiques
(6454) 1991 UG1 a une magnitude absolue (H) de 12,7 et un albédo estimé à 0,088.